# Riggia nana
Riggia nana är en kräftdjursart som beskrevs av Szidat och Christoph D. Schubart 1960. Riggia nana ingår i släktet Riggia och familjen Cymothoidae. Inga underarter finns listade i Catalogue of Life.